# Richard Cohn
Richard Cohn (* 25. Juli 1878 in Leipzig; † 20. April 1959 in Hamburg) war ein deutscher Rechtsanwalt und Vorsitzender des Reichsbundes jüdischer Frontsoldaten in Leipzig.

## Leben

### Familie
Sein Vater, Siegmund Cohn (* 28. Februar 1845 in Kösten; † 23. März 1908 in Leipzig), war Kaufmann und Inhaber eines bedeutenden Importgeschäftes für Getreide- und Futtermittel in Leipzig. Aus dessen Ehe mit der Fabrikantentochter Minna, geborene Gottschalk (* 10. Oktober 1852 in Bernburg; † 16. Januar 1937 in Leipzig), entstammten fünf Kinder:
- Jenny (1871–1966)[1]
- Alfred (1877–1894)
- Richard
- Erhard (1881–?)[2]
- Walter (1891–1958)[3]

### Ausbildung und Beruf
Richard Cohn besuchte von 1888 bis 1897 das renommierte Königliche Gymnasium in Leipzig. Anschließend studierte er von 1895 bis 1901 Rechtswissenschaften an den Universitäten München, Berlin und Leipzig.
Nach Ableistung seiner militärischen Dienstpflicht bestand er am 1. Juli 1901 sein Referendarexamen mit dem Prädikat gut und wurde am 30. August 1902 aufgrund seiner Dissertation zum Thema Die Kautionshypothek des Bürgerlichen Gesetzbuches an der juristischen Fakultät der Universität Leipzig promoviert. Sein Referendariat absolvierte er in Oederan und Leipzig. Nach dem am 10. Februar 1906 mit dem Prädikat recht gut bestandenen Staatsexamen in Dresden wurde er durch ein Schreiben des sächsischen Justizministeriums vom 5. März 1906 als Rechtsanwalt am königlichen Amtsgericht und am Landgericht Leipzig zugelassen. Als junger Anwalt war er unter anderem in der Kanzlei von Victor Mieses (1861–1939) beschäftigt.
Mit Ausbruch des Ersten Weltkrieges erfolgte am 24. August 1914 seine Einberufung zum Kriegsdienst im königlich-sächsischen Reserve-Infanterie-Regiment Nr. 245. Während der gesamten Zeit des Krieges war er an der Front eingesetzt, zunächst als Offiziersstellvertreter, ab März 1915 als Leutnant und ab November 1916 als Kompanieführer. Als solcher wurde er während seiner Einsätze an der Front vier Mal verwundet und erhielt neben mehreren anderen Kriegsauszeichnungen wie das Eiserne Kreuz I. und II. Klasse, das Ritterkreuz des Sächsischen Albrechts-Ordens II. Klasse mit Schwertern, das Ritterkreuz des Sächsischen Verdienstordens II. Klasse mit Schwertern auch das Verwundetenabzeichen in Mattweiß und das Ehrenkreuz für Frontkämpfer.
Nach Kriegsende eröffnete er eine eigene Rechtsanwaltskanzlei in der Leipziger Innenstadt. Am 5. Mai 1923 wurde er zum sächsischen Notar ernannt. Richard Cohn gehörte zu den erfolgreichen Anwälten Leipzigs. Als Alleinstehender hielt er sich eine großzügige Wohnung im noblen Stadtteil Gohlis. Unter der Kollegenschaft erfreute er sich allgemeiner Achtung.
Bereits in den Jahren vor der Machtergreifung der Nationalsozialisten, ab 1931, machten sich für Cohn die Hinwendung weiter Bevölkerungskreise zum Nationalsozialismus und dessen judenfeindlicher Propaganda in Form von Auftragsrückgängen bemerkbar.

### Während der Zeit des Nationalsozialismus
Die offizielle Verfolgung der Juden begann in Deutschland am 1. April 1933 mit dem „Judenboykott“: Unter anderem wurden alle Eingangstüren zu jüdischen Geschäften und Anwaltskanzleien mit Warnhinweisen plakatiert und Posten zur Verhinderung des Betretens solcher Geschäfte und Kanzleien aufgestellt. Jüdischen Anwälten war es ab dieser Zeit untersagt, Gerichtsgebäude zum Zwecke der Berufsausübung zu betreten, was für Cohn einen enormen Rückgang an Aufträgen zur Folge hatte.
Am 7. April 1933 wurde das Gesetz zur Wiederherstellung des Berufsbeamtentums und das Gesetz über die Zulassung zur Rechtsanwaltschaft erlassen. Letzteres legitimierte die Rücknahme der Zulassung zur Rechtsanwaltschaft für nichtarische Anwälte bzw. die Verweigerung der Zulassung zur Rechtsanwaltschaft für nichtarische Personen. Ausgenommen davon waren die Frontkämpfer des I. Weltkrieges oder nichtarische Personen, deren Väter oder Söhne im I. Weltkrieg gefallen waren.
Nach dem Ausschluss aller jüdischen Mitglieder aus den Militärvereinen trat Richard Cohn 1934 dem Reichsbund jüdischer Frontsoldaten bei, ab 1935 die einzige noch erlaubte jüdische Organisation im Deutschen Reich. Der Reichsbund stand unter ständiger Kontrolle der Gestapo und war dieser gegenüber meldepflichtig. 1938 wählte man Cohn zum 1. Vorsitzenden für die Ortsgruppe Leipzig.
Auf Grundlage der Nürnberger Gesetze entzog man ihm am 14. November 1935 das Notariat. Am 10. November 1938 wurde Cohn ohne Verdacht auf eine strafbare Handlung festgenommen und für zehn Tage in das Leipziger Polizeigefängnis Wächterstraße, welches zugleich der Gestapo als Gefängnis diente, verbracht. Gleiches widerfuhr ihm nach dem Münchner Attentat auf Hitler für die Zeit vom 10. November bis 22. Dezember 1939. Bereits Ende 1938 beschlagnahmten die Behörden sein gesamtes Vermögen sowie einen großen Teil seines Einkommens, so dass ihm nur das Nötigste zur Bestreitung seines Lebensunterhalts blieb.
Aufgrund der 5. Verordnung des Reichsbürgergesetzes vom 27. September 1938 wurde auch den Frontkämpfern unter den Anwälten die Ausübung der Rechtsanwaltschaft ab dem 30. November 1938 untersagt. Im Dezember 1938 ernannte der Präsident des Oberlandesgerichts Dresden Cohn auf eigenen Antrag zu einem von insgesamt sechs Konsulenten für die Landgerichte Leipzig, Plauen, Zwickau, Gera und Altenburg, die nunmehr die anwaltliche Betreuung sämtlicher dort wohnender Juden, insbesondere in Fragen von Ausreiseangelegenheiten, zu übernehmen hatten.
Da auch für Cohn die Lage immer bedrohlicher wurde und noch weitere schwerstwiegende Maßnahmen gegen die Juden bevorstanden, entschloss er sich zur Ausreise. Die Beschaffung eines Visums für die USA oder England scheiterte. Auf Vermittlung seines Schwagers, des in Hamburg in einer eigenen Privatklinik praktizierenden jüdischen Frauenarztes Adolph Calmann (1871–1962), gelang es ihm und seinen Angehörigen, bei dem in Hamburg ansässigen Generalkonsul von Haiti ein Visum für 1250 Reichsmark pro Person zu kaufen. Da ihnen andere Routen versperrt waren, wanderten Richard Cohn und seine in Hamburg ansässigen Geschwister Erhard, Walter, Jenny, sein Schwager Adolph sowie die Tochter seines Bruders Erhard am 10. Oktober 1940 gemeinsam über Russland, Japan und Panama nach Haiti aus. Die Devisenstelle bewilligte ihnen die Mitnahme von 10 Reichsmark und einigen hundert Dollar.

### Exilszeit in Montevideo
In Panama erfuhren Cohn und seine Angehörigen, dass ihr in Hamburg ausgestelltes Visum von den haitianischen Behörden nicht anerkannt wurde. Sie mussten daher auf dem japanischen Schiff bleiben, mit dem sie nach Panama übergesetzt waren. Schlussendlich verbrachte man sie nach Buenos Aires. Dort konnten sie nach zähen Verhandlungen das Schiff verlassen, wurden aber sofort im dortigen Einwanderungsgebäude interniert.
Am 3. März 1942 erfolgte die Abschiebung nach Montevideo, wo sie sich aufgrund eines Touristenvisums ungehindert aufhalten konnten. An eine Berufsausübung als Rechtsanwalt in Uruguay war wegen fehlender Sprachkenntnisse und Nachweisen über erforderliche Examen nicht zu denken. So musste sich der völlig mittellose Cohn, gesundheitlich bereits stark eingeschränkt, von seinem Schwager, bei dem er gemeinsam mit seinem ebenfalls mittellosen Bruder Walter ein Unterkommen fand, unterhalten lassen. Ein kleines Zubrot verdiente er sich als Hausierer für Tee, Kaffee und Schokolade, konnte aber im Exilland letztlich nicht Fuß fassen.
Seit Inkrafttreten des Rückerstattungsgesetzes 1949 in Westdeutschland bemühte sich Adolph Calmann Haus und Grundstück in Hamburg zurückzuerhalten. Als dies nach einer Reihe von Prozessen Anfang 1954 gelang, beschlossen Adolph Calmann und die Geschwister Cohn, die bereits ein Jahr zuvor die deutsche Staatsangehörigkeit zurückerhalten hatten, nach Deutschland zurückzukehren.

### Rückkehr nach Hamburg
Im Alter von 76 Jahren kehrte Richard Cohn als gebrochener Mann aus dem Exil nach Deutschland zurück. Er fand wiederum Wohnung bei seinem Schwager in Hamburg. Angesichts der Aussichtslosigkeit, im hohen Alter und in einer fremden Stadt nochmals erfolgreich als Anwalt praktizieren zu können, widmete er sich gegen freie Kost und Logis der Verwaltung des Grundbesitzes seines Schwagers und war ansonsten auf Fürsorgeleistungen angewiesen. Obwohl er als Emigrant mit ehemaligem Wohnsitz in der nunmehr sowjetisch besetzten Zone zunächst keinen Anspruch auf Wiedergutmachung in Westdeutschland hatte, stellte er gemäß den gesetzlich geregelten Härteklauseln des Hamburger Wiedergutmachungsgesetzes von 1953 beim Hamburger Senat im September 1954 einen Antrag auf Wiedergutmachung, der an die Sozialbehörde weitergeleitet und dort wegen fehlender Anwendungsvorschriften zunächst nicht bearbeitet wurde. Im Oktober 1956 erhielt er einen Wiedergutmachungbescheid in Höhe von 7200 DM. Zudem wurde ihm rückwirkend ab dem 3. August 1954 eine Rente in Höhe von monatlich 600,00 DM zugewiesen. Der Rechtsstreit um die Wiedergutmachungsleistungen endete jedoch erst mit dem Tod Richard Cohns im Jahre 1959.
Sein Grab befindet sich auf dem Jüdischen Friedhof in Hamburg-Ohlsdorf.

## Werke
- Die Kautionshypothek des Bürgerlichen Gesetzbuches. Dissertation. Nöske, Borna-Leipzig 1902.
- Die nichtige offene Handelsgesellschaft im Rechtsverkehr und der Gläubigerschutz. Universitätsverlag, Leipzig 1930.

## Fotos

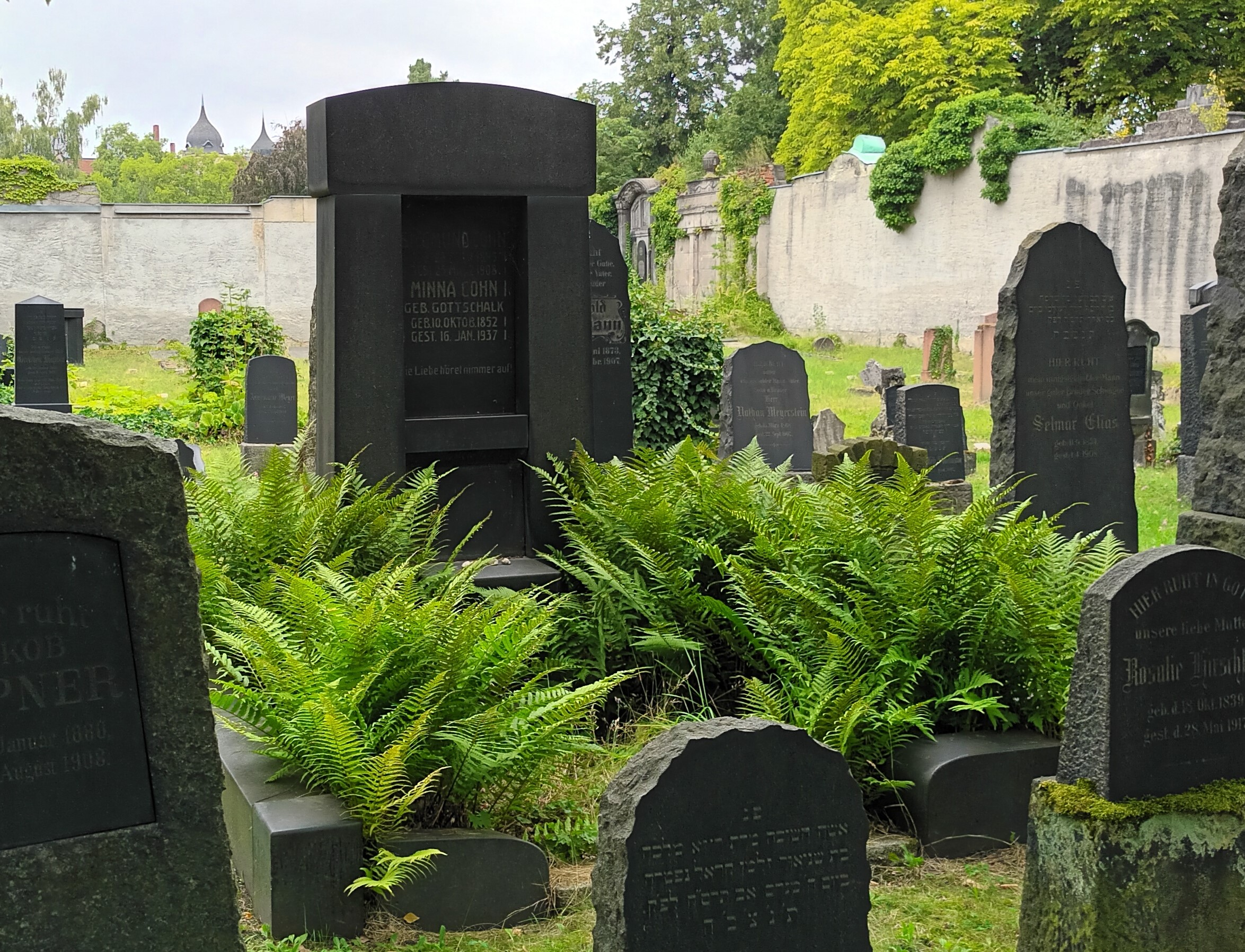
Grabstätte der Eltern von Richard Cohn auf dem Alten Israelitischen Friedhof in Leipzig
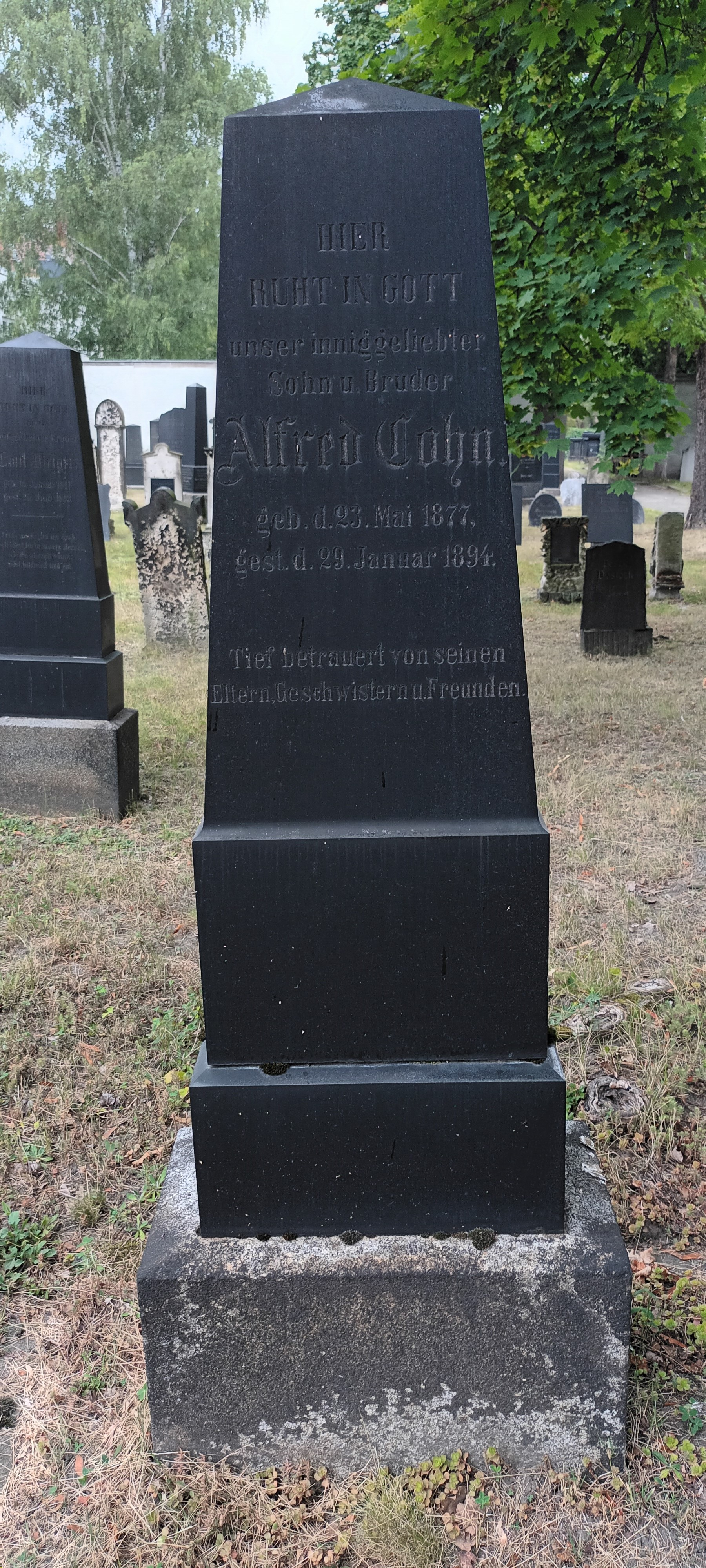
Grabstätte des Bruders Alfred Cohn auf dem Alten Israelischen Friedhof in Leipzig